# Dongfeng Nissan
Dongfeng Motor Company Limited — совместное предприятие Dongfeng Motor Group и Nissan Motors со штаб-квартирой в Ухани, Хубэй. Выпускает легковые автомобили под маркой Nissan и коммерческие автомобили под брендом Dongfeng.

## История
Компания Dongfeng Motor Co., Ltd. (DFL) была официально основана 9 июня 2003 года и начала свою деятельность 1 июля 2003 года. Первоначально штаб-квартира находилась в Шияне, а в июне 2006 года она переехала в Ухань.
В сентябре 2010 года DFL представила торговую марку Venucia (кит. 启辰; пиньинь qǐ Chén) для продажи автомобилей, созданных специально для китайских городов второго и третьего уровня в более бедных районах страны.
В 2011 году была составлена дорожная карта дополнительных инвестиций в Dongfeng Motor Co., Ltd. со стороны её японских и китайских прародителей как часть плана по увеличению ежегодных продаж примерно с 1,3 млн автомобилей в 2010 году до более чем 2,3 млн к 2015 году. В апреле 2012 года было объявлено, что с 2014 года начнётся производство автомобилей Infiniti.
В 2017 году контрольный пакет акций Zhengzhou Nissan был приобретён у дочерних компаний Dongfeng Automobile Company за 788 миллионов долларов.

### Производственные базы и сооружения
По состоянию на 2006 год у подразделения Dongfeng Nissan были заводы в Хубэе, Гуандуне, Гуанси-Чжуанском автономном районе и Чжэцзяне.
По состоянию на 2015 год дочерняя компания Dongfeng Nissan Passenger Vehicle Company зарегистрирована как имеющая научно-исследовательский центр, а также множество заводов, включая площадки в Даляне, Хуаду, Сянъяне и Чжэнчжоу. Местоположение в Даляне может быть тем же местом, которое находилось на стадии планирования по состоянию на 2012 год и планировалось для производства автомобилей марки Nissan.
В 2017 году было объявлено о создании корпоративного кампуса и центра дизайна в Хуаду, Гуанчжоу.

## Дочерние компании
По состоянию на 28 декабря 2020 года у DFL были следующие дочерние компании:
- Dongfeng Automobile Company (60.1%)
- Dongfeng Nissan Passenger Vehicle Company
- Zhengzhou Nissan Automobile Company
- Dongfeng Infiniti Motor Company
- Dongfeng Motor Parts and Components Group Company[16]

## Продукция
После того, как контрольный пакет акций Zhengzhou Nissan был приобретён компанией Dongfeng Motor Co., Ltd., начались продажи автомобилей трёх брендов, включая Dongfeng, Fengdu и Nissan.

### Продукция Dongfeng
- Dongfeng Rich
  - Dongfeng Rich
  - Dongfeng Rich EV
  - Dongfeng Rich SUV
- Dongfeng Rich 6
- Dongfeng Succe
  - Dongfeng Succe
  - Dongfeng Succe EV
  - Dongfeng Succe EV panelvan
- Dongfeng Yufeng S16
- Dongfeng Yufeng P16
- Dongfeng Yufeng EM26
- Dongfeng Junfeng
- Dongfeng Oting (снят с производства)

- Dongfeng Rich
- Dongfeng Rich 6
- Dongfeng Succe
- Dongfeng Yufeng
- Dongfeng Junfeng
- Dongfeng Oting

### Продукция Dongfeng Ruitaite
- Dongfeng Ruitaite EM10
- Dongfeng Ruitaite EM16
- Dongfeng Ruitaite EM30

### Продукция Fengdu
- Fengdu MX5
- Fengdu MX6
- Fengdu Paladin

- Fengdu MX5
- Fengdu MX6

### Продукция Nissan
- Nissan NV200
- Nissan Navara
- Nissan Terra

- Nissan NV200
- Nissan Navara
- Nissan Terra